# Lake Michigan Beach
Lake Michigan Beach – jednostka osadnicza w Stanach Zjednoczonych, w stanie Michigan, w hrabstwie Berrien.